# Biagio Biagetti
Biagio Biagetti (Porto Recanati, 21 luglio 1877 – Macerata, 2 aprile 1948) è stato un pittore italiano.

## Biografia

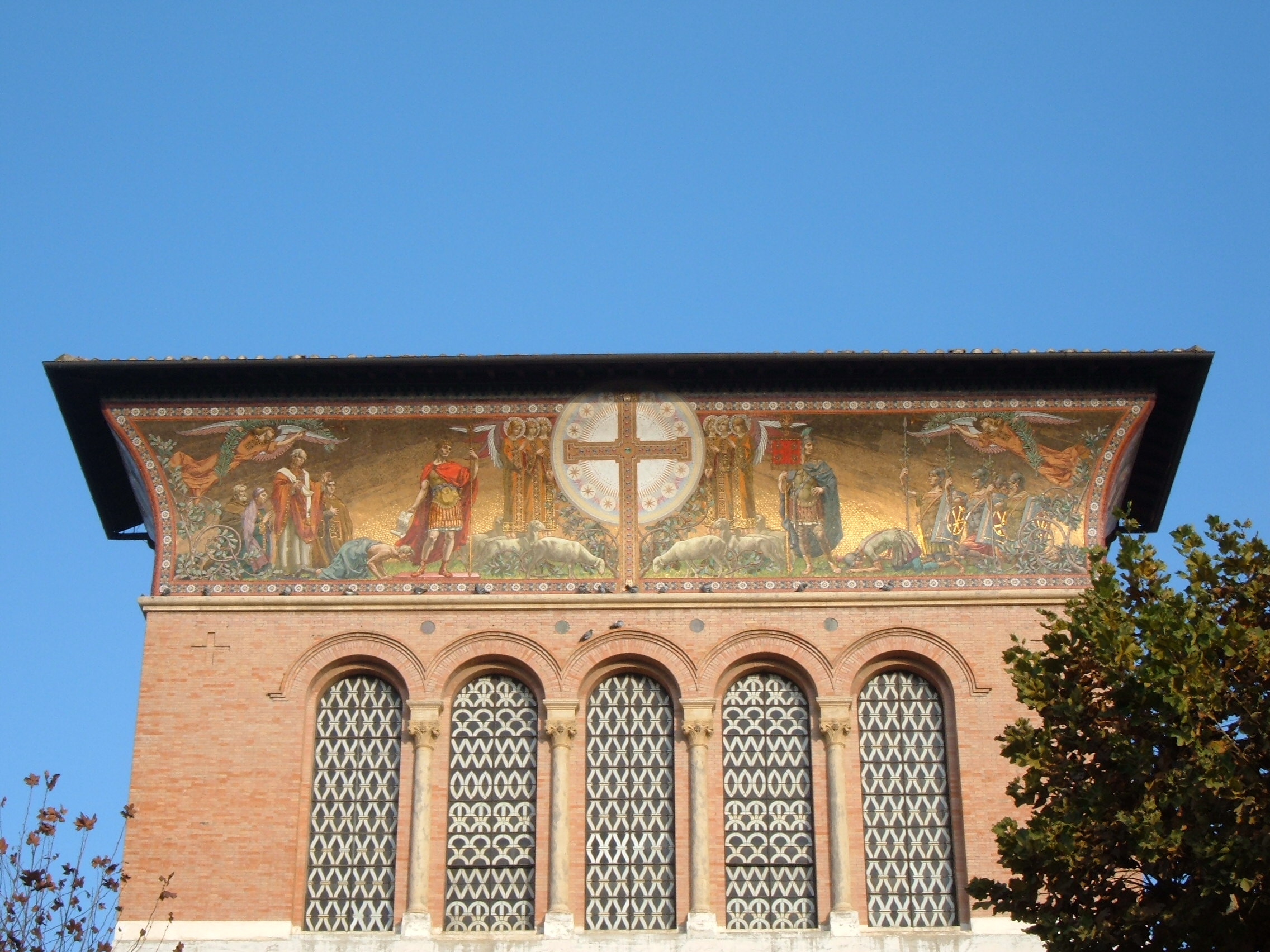
Basilica di Santa Croce a Via Flaminia a Roma - Particolare della facciata con al centro il Trionfo della croce, ai lati l’Editto di Milano e la Vittoria di Costantino a Ponte Milvio.

Nel periodo giovanile entrò in contatto con Ludovico Seitz, che al tempo decorava la cappella del coro nella Basilica della Santa Casa a Loreto. Completò gli studi presso l'Accademia di Belle Arti di Roma. Dal 1906 al 1912 fu insegnante di pittura decorativa presso il Museo artistico industriale. Dal 1914 al 1920 fu consigliere comunale di Roma, eletto nella lista dell'Unione Cattolica.
Accanto all'attività artistica s'interessò di critica e saggistica collaborando con L'Artista moderno e l'Arte cristiana, univa grandi conoscenze teoriche alla versatilità artistica, compì studi sul simbolismo e sul divisionismo, riuscendo a dare impulso al rinnovamento dell'arte religiosa in Italia.
Nel 1921 divenne il primo Direttore dei Musei Vaticani e fondò nel 1923 il primo Laboratorio Vaticano per il restauro di opere d'arte. Nel 1931 papa Pio XI gli affidò il restauro del Giudizio Universale di Michelangelo nella Cappella Sistina.
Morì a Macerata il 2 aprile 1948.

## Opere principali

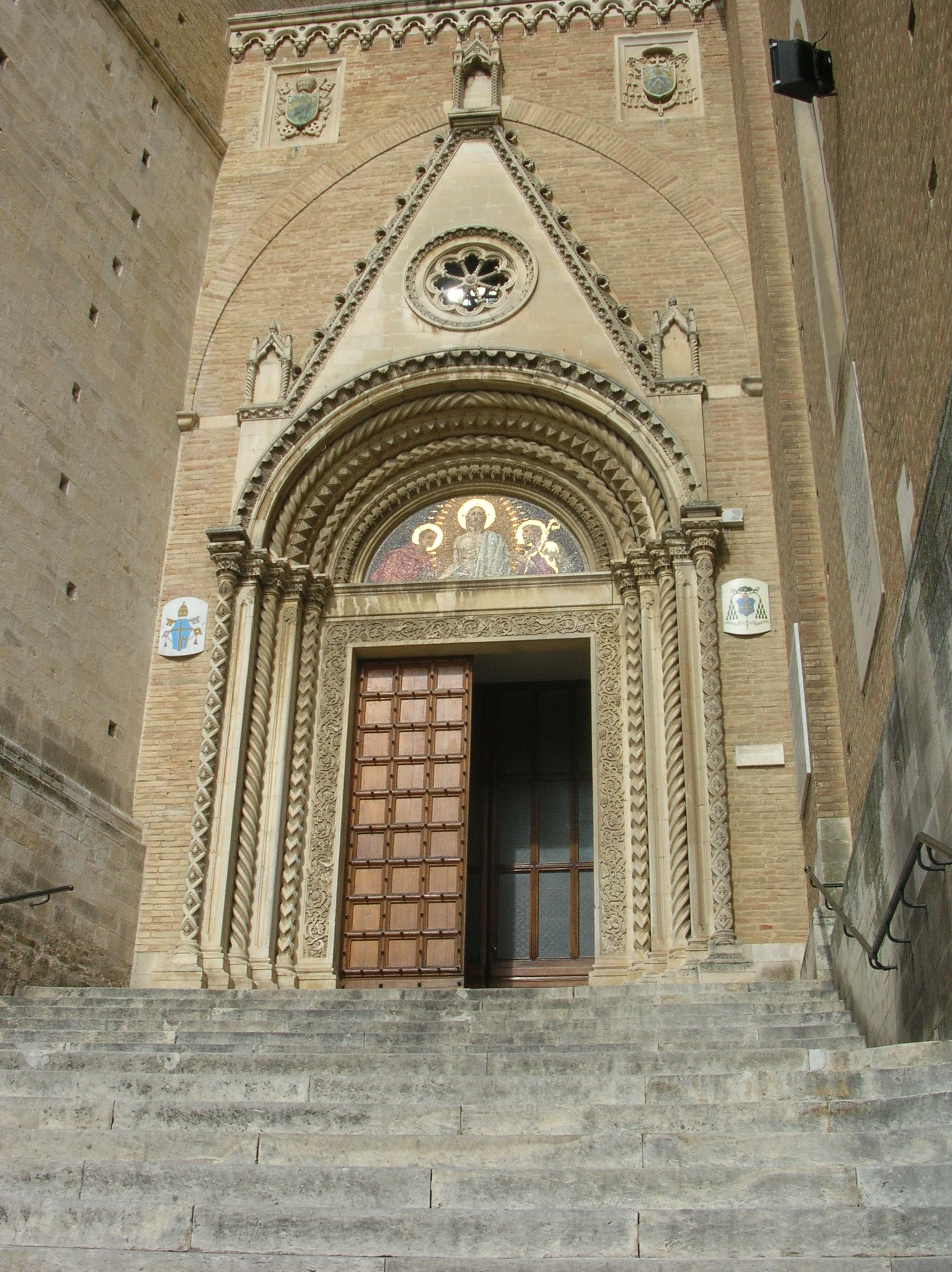
Portale maggiore della Cattedrale di Chieti, con il mosaico di Biagetti

- Quattro stagioni (1905-06), decorazioni della stanza da pranzo del palazzo Emiliani a Montelupone;
- Sacra famiglia ed altre scene allegoriche (1908) in casa Lucangeli a Porto Recanati;
- affreschi nella Cappella del Crocefisso (1909) nella collegiata di Pollenza;
- affreschi nella Cappella di santo Stefano (1909-1910) nella Basilica di Sant'Antonio di Padova;
- affreschi della Cappella delle Anime del Purgatorio nella chiesa di San Giacomo (1912) a Udine;
- completamento degli affreschi con Scene della vita dei santi fratelli Cirillo e Metodio, della Cappella slava nella Basilica della Santa Casa a Loreto (1913), lavoro che era stato iniziato dal suo maestro Ludovico Seitz;

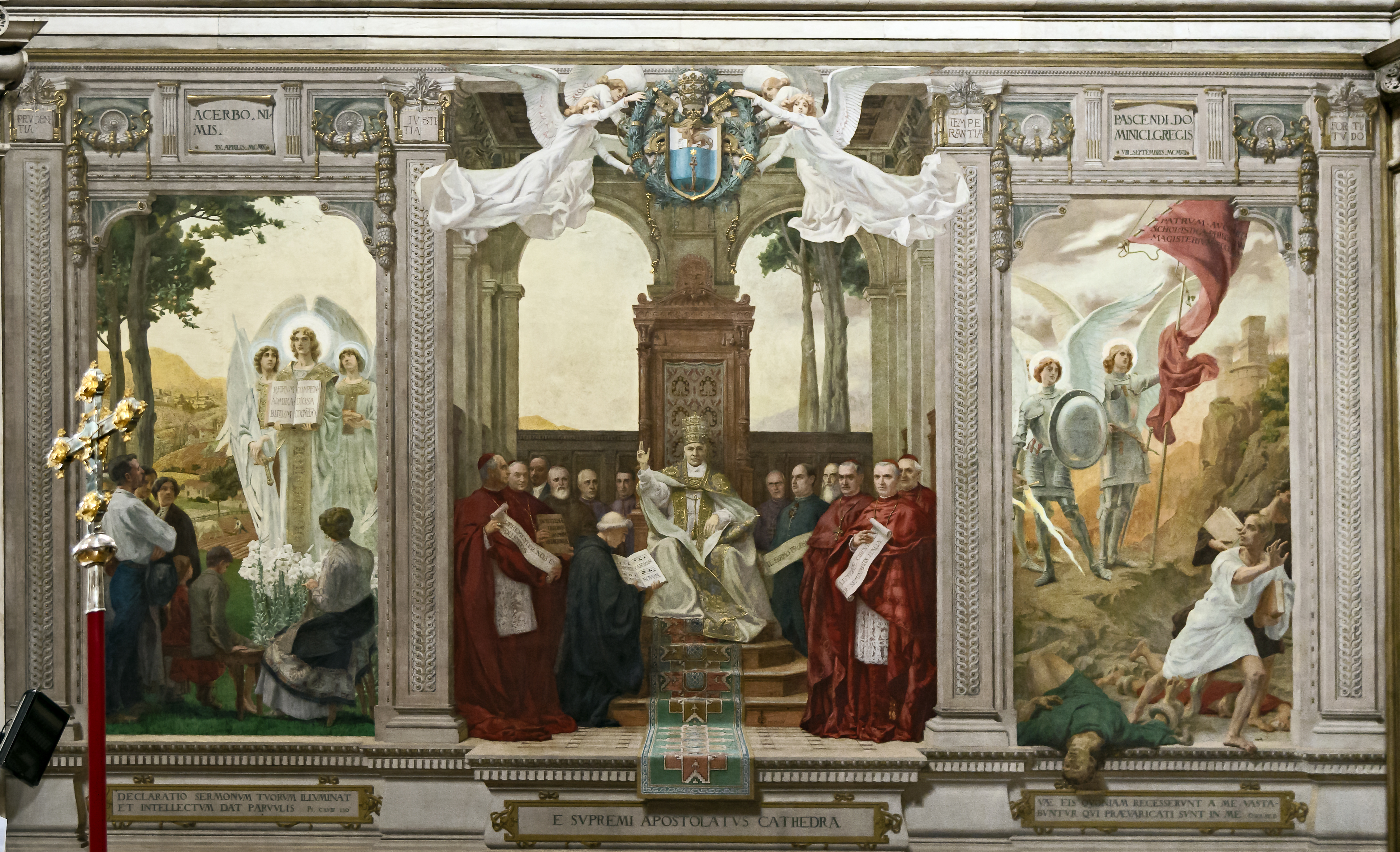
Apoteosi di san Pio X, Duomo di Treviso

- Apoteosi di san Pio X (1914-1915) nel duomo di Treviso;
- affreschi nella Cappella di santa Rosa (1914-1915) nella Basilica di Sant'Antonio di Padova;
- cartoni e supervisione all'esecuzione dei mosaici (1915-1916) per la facciata della Basilica di Santa Croce a Via Flaminia a Roma;
- pala d'altare rappresentante la Regina Apostolorum (1916) nel seminario di Bologna, opera commissionatagli direttamente da papa Benedetto XV;
- mosaico dell'abside (1916) nella Basilica di Santa Croce a Via Flaminia a Roma;
- affreschi nella Cappella Baiardi (1918-1923), dedicata anche ai caduti in guerra nel Duomo di Parma[4]. Nella parete di fondo è raffigurato il Re dei Re, mentre su quella di sinistra è presente la Vittoria delle armi e la Pace feconda, mentre a destra il Sacrificio per l'altare e il focolare;
- affreschi con Scene della vita di Gesù (1923-1926) nella chiesa della Misericordia a Macerata[5];
- affreschi della Cappella del Crocefisso (1928-1932) nella Basilica della Santa Casa a Loreto;
- Mosaico di Cristo tra San Giustino vescovo e San Tommaso per il portale maggiore della Cattedrale di San Giustino a Chieti (1936) ca;
- Redentore in trono fra Santi, affresco del catino dell'abside (1937) nel Duomo di Jesi;
- Via Crucis (1942-1946) della Basilica di Santa Croce a Via Flaminia a Roma.
- Mosaico sul frontone della Chiesa della Visitazione a Ain Karim in Terra Santa